# Ребристий
Ребри́стий (рос. Ребристый) — селище у складі Нев'янського міського округу Свердловської області.
Населення — 877 осіб (2010, 899 у 2002).
Національний склад станом на 2002 рік: росіяни — 87 %.